# پساتحریم
پساتحریم (پسا تحریم) یا پسا برجام واژه‌ای در فضای مطبوعاتی ایران است که به دوران بعد از صدور بیانیهٔ مشترک برای اجرای برجام اشاره دارد. پساتحریم به دورانی گفته می‌شود که بعد از توافق حاصل‌شده بین ایران و سایر کشورهای طرف مذاکره، طبق برنامه و با لحاظ مدت‌زمانی که کشورها، دولت‌ها، نهادهای بین‌المللی و اتحادیه‌های منطقه‌ای لازم دارند بتوانند با راهکارهای قانونی اقدام به لغو تحریم‌های اعمال‌شده علیه ایران کنند.

## مشکلات بانکی
ولی‌الله سیف، رئیس‌کل بانک مرکزی ایران، در مصاحبه‌ای با شبکه بلومبرگ از عبارت «تقریباً هیچ‌چیز» برای توصیف دستاوردهای بانکی ایران از برجام استفاده کرد.
محمد جواد ظریف، دیپلمات ارشد ایرانی، و همکارانش بارها به‌صورت رودررو یا در تماس‌های تلفنی و مکاتبات اینترنتی به‌دنبال فشار بر غربی‌ها برای رفع کامل تحریم‌های مالی و بانکی برآمدند.
تنها وزیر امور خارجه، از روز اجرایی شدن برجام (۲۷ دی ۱۳۹۴) تا خرداد ۹۵، شش دور مذاکره مستقیم با همتای آمریکایی خود داشته و دربارهٔ اجرای برجام و موانع پیش روی آن به گفتگو نشسته است.
کری که از جدیت نارضایتی ایرانی‌ها از چگونگی رفع تحریم‌های مالی و بانکی آگاه شده بود، در کنفرانسی خبری که پس از دیدار با ظریف برگزار کرد، گفت: «ما تحریم‌هایی را که گفته بودیم برمی‌داریم، برداشته‌ایم و کاملاً هم به متن سیاه و سفید و هم روح این مسئله پایبند بوده‌ایم».
وزیر خارجه آمریکا ادامه داد: «در واقع، من شخصاً از الزامات مطلق رفع تحریم‌ها هم فراتر رفته‌ام و شخصاً با بانک‌ها و شرکت‌ها و دیگرانی که به‌صورت طبیعی بعد از چندین سال تحریم برای پا پیش گذاشتن بدون اطلاع دقیق از اینکه چه‌چیزی مجاز است و چه‌چیزی مجاز نیست برای پا پیش گذاشتن بی‌میل هستند، وارد گفت‌وگو شده‌ام».

## نارضایتی کنگره آمریکا از توافق ایران و بوئینگ
برخی از نمایندگان کنگره آمریکا نسبت به خبر قرارداد احتمالی فروش هواپیمای مسافربری از سوی شرکت بوئینگ به ایران، اعتراض و ابراز نارضایتی کردند.
توافق میان ایران و شرکت هواپیما سازی بوئینگ برای خرید یکصد فروند هواپیمای مسافربری منجر به برانگیخته شدن احساسات ضد ایرانی برخی از اعضای کنگره آمریکا شد.
سناتور پیتر جی. روسکام در واکنش به شنیدن این خبر که در آمریکا نیز توسط بیانیه‌ای رسمی از سوی شرکت بوئینگ اعلام شد، گفت: اگر بگوئیم که نگران امنیت ملی (خود) هستیم، کتمان حقیقت نیست.
وی افزود: بوئینگ و جمهوری اسلامی باید بدانند که کنگره آمریکا نگاه خوبی نسبت به هرگونه قراردادی که سلامت و امنیت مردم آمریکا را به خطر بیندازد نخواهد داشت.
این در حالیست که طبق مفاد قرارداد امضا شده میان ایران و قدرت‌های بزرگ، موسوم به برجام، یکی از شروط ایران برای پذیرش برجام برداشته شدن تحریم‌های مربوط به فروش هواپیمای مسافربری از سوی آمریکا به ایران بوده است.